# Abrazija
Abrazija (lat. abrasio = struganje) je destruktivno djelovanje morskih i jezerskih valova kojima se ruši i potkapa obala. Na pojedinim mjestima abrazijom se stvaraju strmi dijelovi obala – klifovi ili strmci.

## Vanjske poveznice
- abrazija Hrvatska enciklopedija